# Monestir de Santa Caterina del Sinaí
|  | No s'ha de confondre amb Santa Caterina del Sinaí. |

El monestir de Santa Caterina del Sinaí (en grec: Μονὴ τῆς Ἁγίας Αἰκατερίνης), també conegut com a monestir de la Transfiguració o monestir de l'Esbarzer ardent, està situat a Egipte, a la boca d'una gorja de difícil accés, al peu del mont Sinaí. Està construït on la tradició suposa que Moisès va veure la «bardissa que cremava sense consumir-se». Es tracta d'un dels monestirs més antics que continuen habitats. L'any 2002 fou declarat Patrimoni de la Humanitat per la UNESCO.

## Història
La mare de l'emperador Constantí I el Gran, santa Helena, ordenà construir una capella al lloc on, segons la tradició, Moisès parlà amb Déu en l'episodi bíblic de la «bardissa ardent». Posteriorment, l'emperador Justinià I manà construir un monestir al costat de la capella. El monestir fou construït entre els anys 527 i 565. Com, suposadament, la bardissa que es conserva és l'originària, el monestir esdevé un lloc sagrat per a les tres grans religions monoteistes: judaisme, cristianisme i islam. Malgrat que el seu veritable nom és monestir de la Transfiguració, és conegut també com a monestir de Santa Caterina, i rep aquest nom per santa Caterina d'Alexandria, una màrtir cristiana que fou sentenciada a morir en la roda de tortura. La tradició ha transmès que la roda es trencà i que finalment fou decapitada. El seu cos fou traslladat pels àngels al mont Sinaí i els monjos del monestir van trobar-ne les restes als voltants de l'any 800, en una cova de la muntanya, moment a partir del qual el monestir en custodià les relíquies i esdevingué un important centre de peregrinació.
Segons un document del monestir, sembla que escrit pel mateix Mahoma, el profeta donà la seva protecció al monestir després d'haver-li concedit refugi als seus enemics. Gràcies a aquest document i que es construí una mesquita fatimita a l'interior dels murs, el monestir perdurà a la dominació musulmana de la regió. La mesquita està tancada i mai no ha estat utilitzada, ja que, per error, no està orientada cap a La Meca.
Els anacoretes del Sinaí foren eliminats durant el segle vii i sols el monestir perdurà, gràcies, en part, a les fortificacions que el protegien. Encara es conserven els murs que servien de defensa. L'accés a l'interior del recinte es feia, fins al segle xx, per una porta llevadissa situada al mur exterior. Les croades augmentaren l'interès dels pelegrins pel monestir, que es convertí en un centre de pelegrinatge entre els anys 1099 i 1270.
El 28 de maig de 2025, un tribunal egipci va dictar una sentència que transfereix la propietat del Monestir de Santa Caterina del Sinaí a l'Estat egipci, posant fi a més de quinze segles d'autonomia d'aquest emblemàtic centre espiritual ortodox. La resolució ordena la confiscació de tots els béns del monestir —incloent-hi propietats, biblioteques, relíquies i manuscrits inavaluables— i estableix que la seva gestió passarà íntegrament a mans de l'Estat. Els vint monjos que conformen la comunitat tenen restringit l'accés a determinats espais, permetent-se'ls romandre-hi només amb finalitats litúrgiques i sota condicions imposades per les autoritats civils. Aquesta decisió ha suscitat preocupació internacional, especialment a Grècia, on el Ministeri d'Afers Exteriors ha sol·licitat aclariments a les autoritats egípcies. El monestir de Santa Caterina, declarat Patrimoni de la Humanitat per la UNESCO, ha estat durant segles un símbol de convivència interreligiosa i és considerat un vakuf, lloc sagrat respectat per l'islam. La comunitat religiosa denuncia aquesta acció com una “expulsió de facto” i una amenaça directa a la supervivència del lloc com a centre espiritual.

## Patrimoni

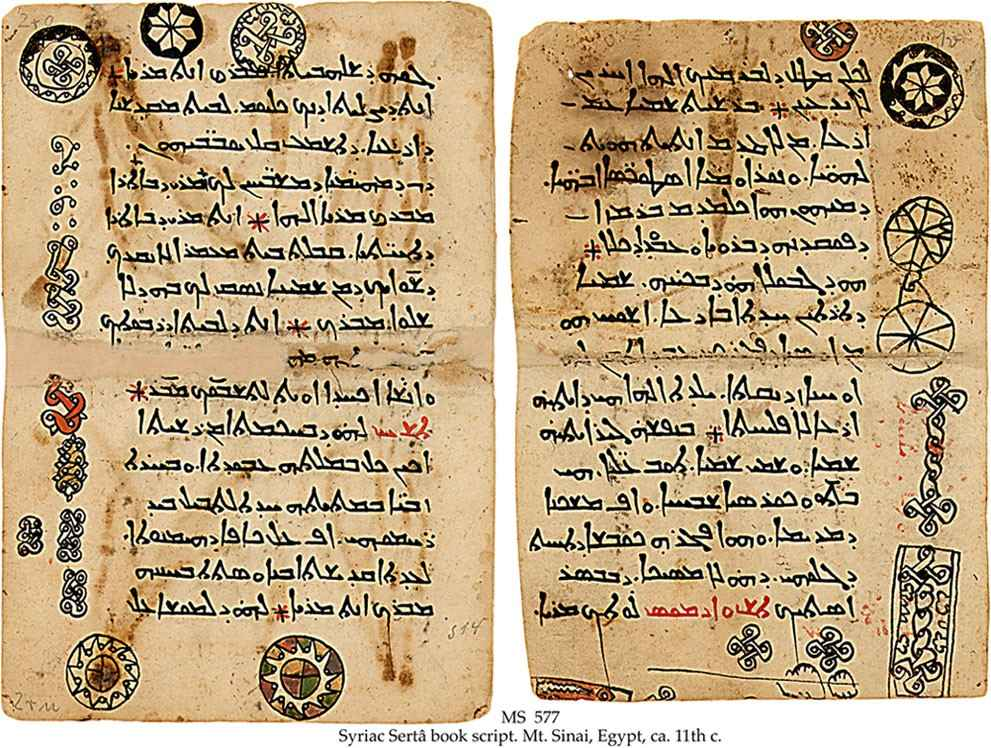
Imatge d'un text en siríac

El monestir té gran importància per la seva antiga i valuosa biblioteca, que guarda la segona col·lecció més extensa de còdexs i manuscrits grecs i cristianoorientals del món, només superada en nombre d'exemplars per la Biblioteca Vaticana. Com ara el Còdex Sinaiticus i el Syriac Sinaiticus, així com una col·lecció d’icones cristianes primitives, inclosa la representació més antiga coneguda de Crist Pantocràtor. S'hi poden trobar uns 3.500 volums escrits en grec, copte, àrab, armeni, hebreu, georgià, siríac i altres llengües.
Al complex, s'hi troben obres d'art úniques, entre mosaics, icones russes i gregues, pintures encàustiques, ornaments religiosos, calzes i relíquies. Entre les icones que guarda el monestir hi ha algunes de les més antigues del món, datades dels segles v i vi. En destaca el pantocràtor del Sinaí, del segle vii, el llibre L'escala del diví ascens, una icona del segle xii del llibre de sant Joan Clímac, o la icona més antiga sobre un tema de l'Antic Testament. S'ha ideat un projecte per catalogar les obres de la biblioteca del monestir.
El 1844, el filòleg alemany Konstantin von Tischendorf hi descobrí el Codex Sinaiticus, la Bíblia gairebé completa més antiga que ha perdurat fins a l'actualitat, que data del segle iv.

## Tradicions cristianes
El monestir es va construir al voltant de la ubicació del que tradicionalment es considera el lloc de l’arbust ardent que va veure el profeta hebreu Moisès. El monestir de Santa Caterina també tanca el Pou de Moisès, on es diu que Moisès va conèixer la seva futura esposa, Sépporah. El pou és encara avui una de les principals fonts d'aigua del monestir. El lloc és considerat sagrat per les tres principals religions abrahàmiques: el judaisme, el cristianisme i l'islam.

Segles després de la seva fundació, es diu que el cos de Santa Caterina d'Alexandria va ser trobat en una cova de la zona. Les relíquies de Santa Caterina, conservades fins avui dins del monestir, l'han convertit en un lloc predilecte de pelegrinatge. La festa patronal del monestir és la Festa de la Transfiguració.

## Projecte Palimpsests del Sinaí
Des del 2011, un equip de científics especialitzats en imatges i estudiosos experimentats en el desxiframent de manuscrits de palimpsest dels EUA i Europa han fotografiat, digitalitzat i estudiat la col·lecció de palimpsests de la biblioteca durant el projecte internacional de palimpsests del Sinaí.
Els palimpsests són notables per haver estat reutilitzats una o més vegades al llarg dels segles. Com que el pergamí era car hi requeria molt de temps de produir, els monjos esborraven certs textos amb suc de taronja o els raspaven i hi escrivien a sobre. Tot i que es va considerar que els textos originals s'havien perdut, els científics que s'encarregaven de la imatge van utilitzar tècniques i tecnologies d'imatge multiespectral de banda estreta per revelar característiques que eren difícils de veure amb l'ull humà, com ara residus de tinta i petits solcs al pergamí. Aquestes imatges han estat posteriorment digitalitzades i ara estan disponibles gratuïtament per a la recerca a la Biblioteca de la UCLA per a ús acadèmic.
A juny de 2018, s'havien identificat més de 160 palimpsests, amb més de 6.800 pàgines de textos recuperades. Les troballes més recents es van descobrir en una zona d'emmagatzematge aïllada de la Torre de Sant Jordi el 1975.  Entre els elements destacats hi ha «108 pàgines de poemes grecs desconeguts i la recepta més antiga coneguda atribuïda al metge grec Hipòcrates»; folis addicionals per a la transmissió dels antics evangelis siríacs; dos testimonis no certificats d'un text apòcrif cristià primitiu, la Dormició de Maria (Transitus Mariae), del qual s'ha perdut la major part del text grec; un martiri desconegut de Patriklos de Cesarea de Palestina (Israel), un dels onze seguidors de Pàmfil de Cesarea; alguns dels manuscrits georgians més antics coneguts; així com informació sobre llengües mortes com l’albanès caucàsic, amb prou feines certificat  i l'arameu palestí cristià, el dialecte local del primer període romà d'Orient, amb molts testimonis de text sense precedents.

## En la literatura
El novel·lista francès Pierre Loti descriu extensament el monestir i els seus tresors a Le désert, el seu relat de 1895 sobre un viatge a llom de camell pel desert del Sinaí.

## Galeria

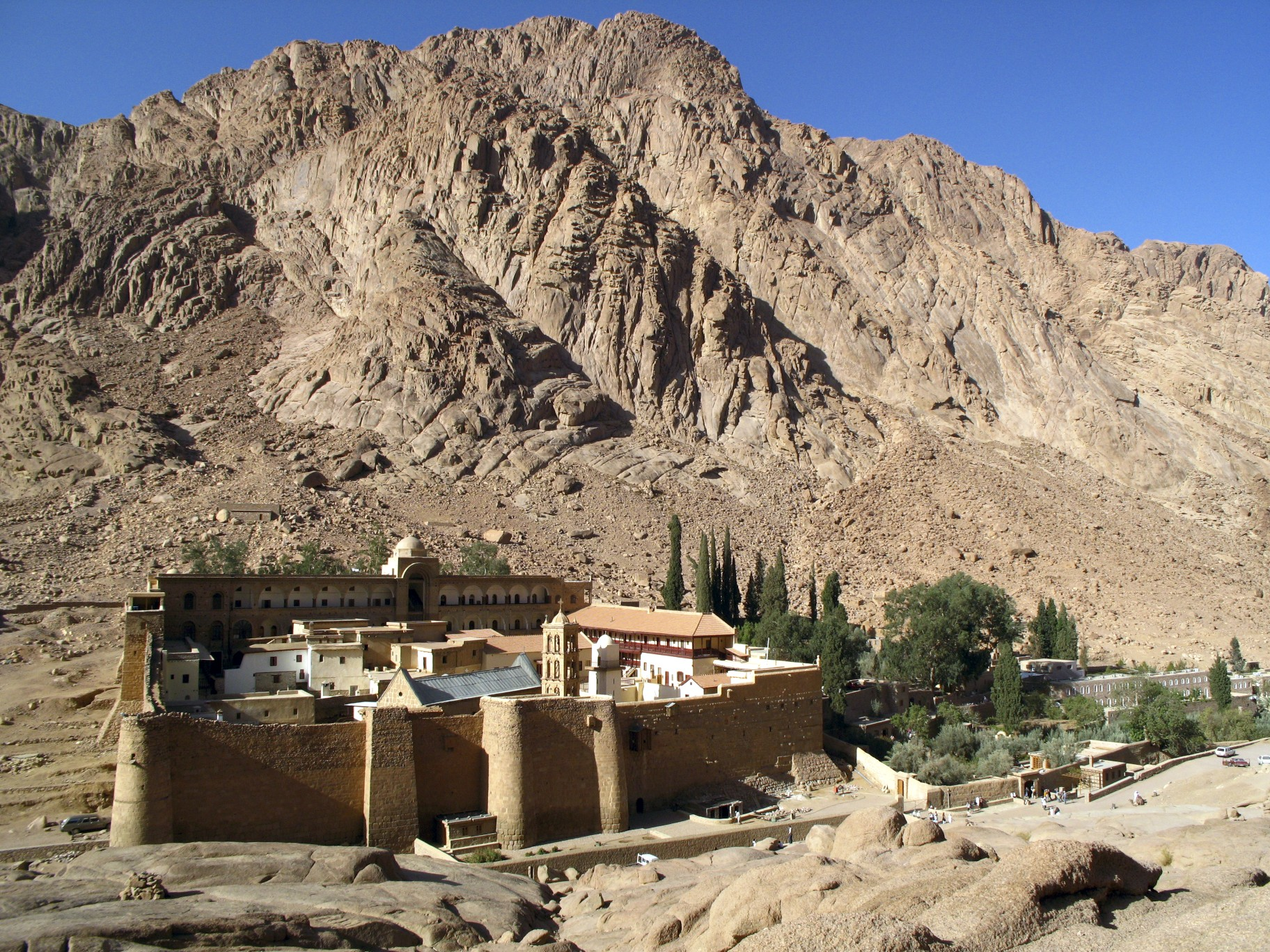
Monestir de Santa Caterina amb el pic Willow (tradicionalment considerat el mont Horeb) al fons
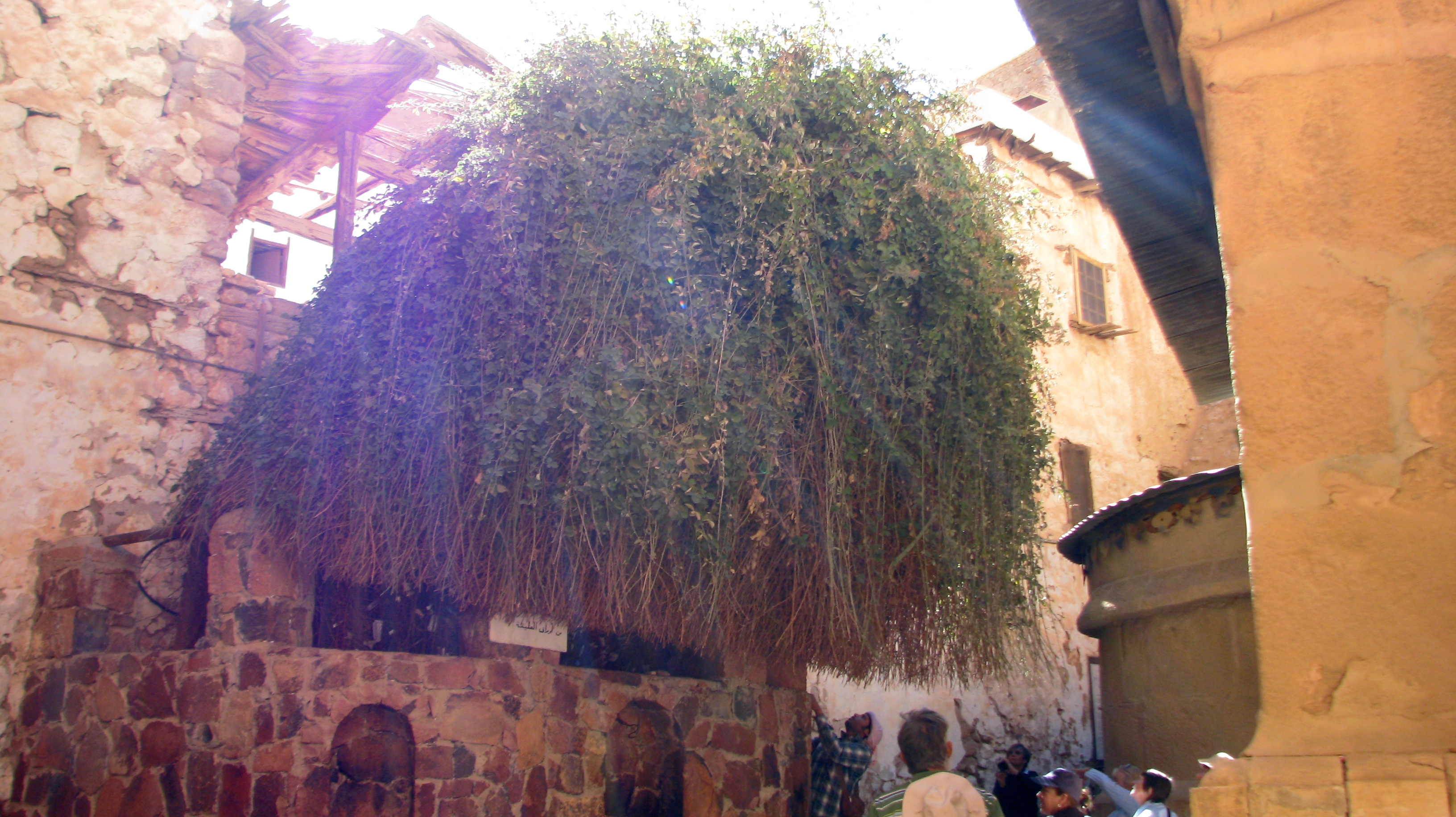
L’esbarzer centenari del monestir es considera l’arbust ardent bíblic.
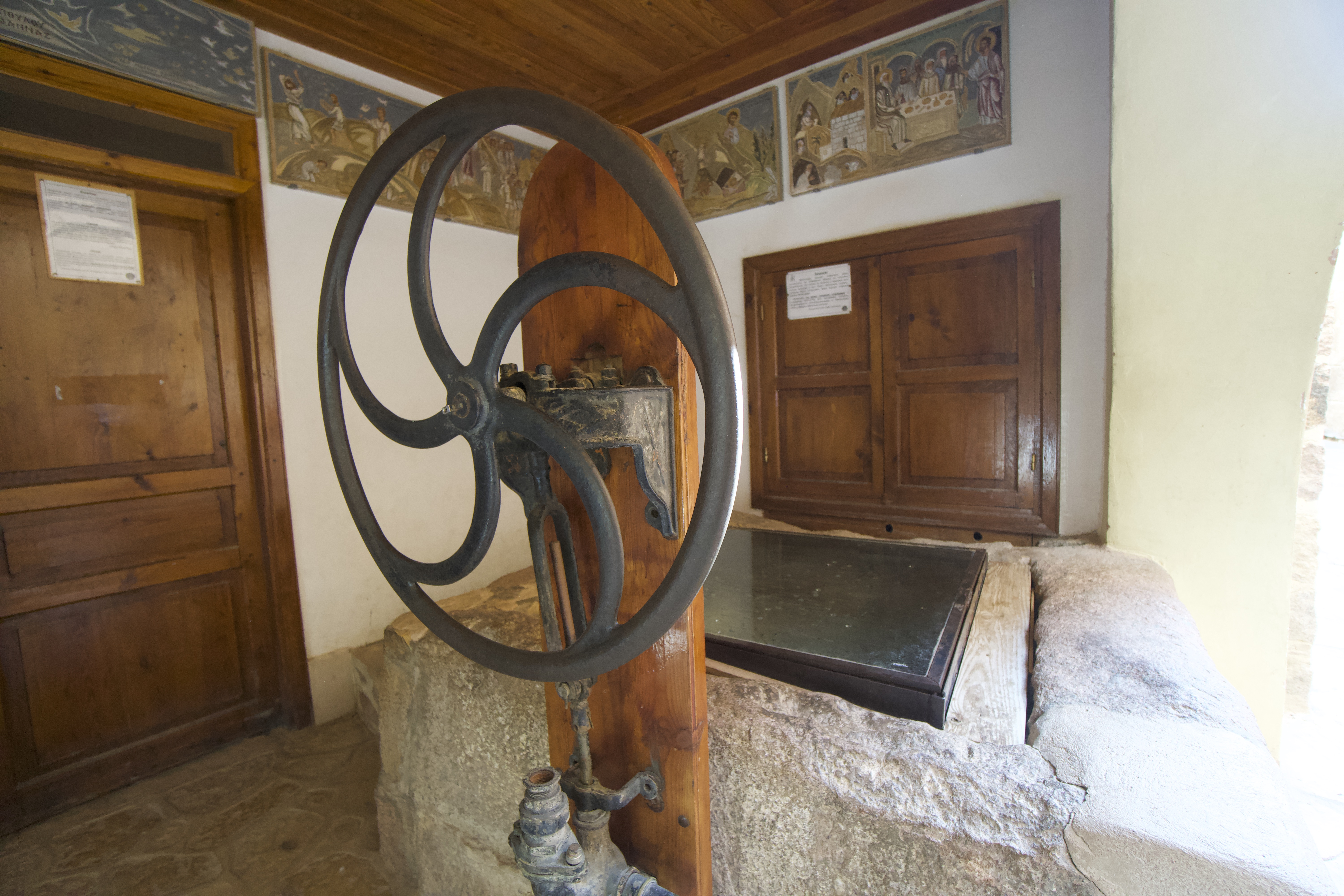
Pou de Moisès, on es diu que Moisès va conèixer la seva futura esposa, Sèfora
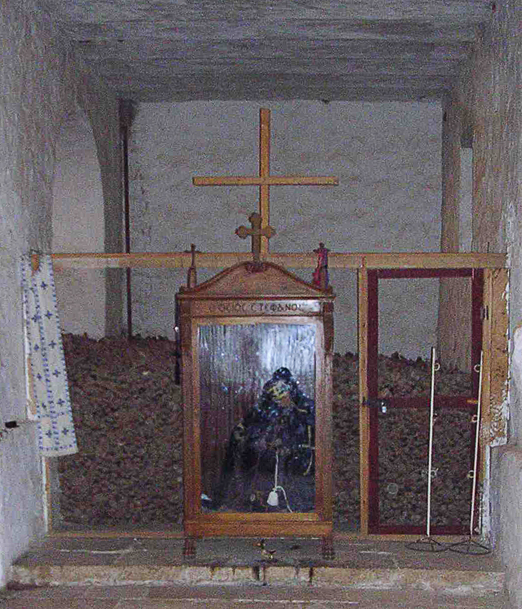
Esquelet del monjo Esteve, amb la seva túnica, davant de l’ossari
Sant Pere representat en una icona de cera calenta del segle VI
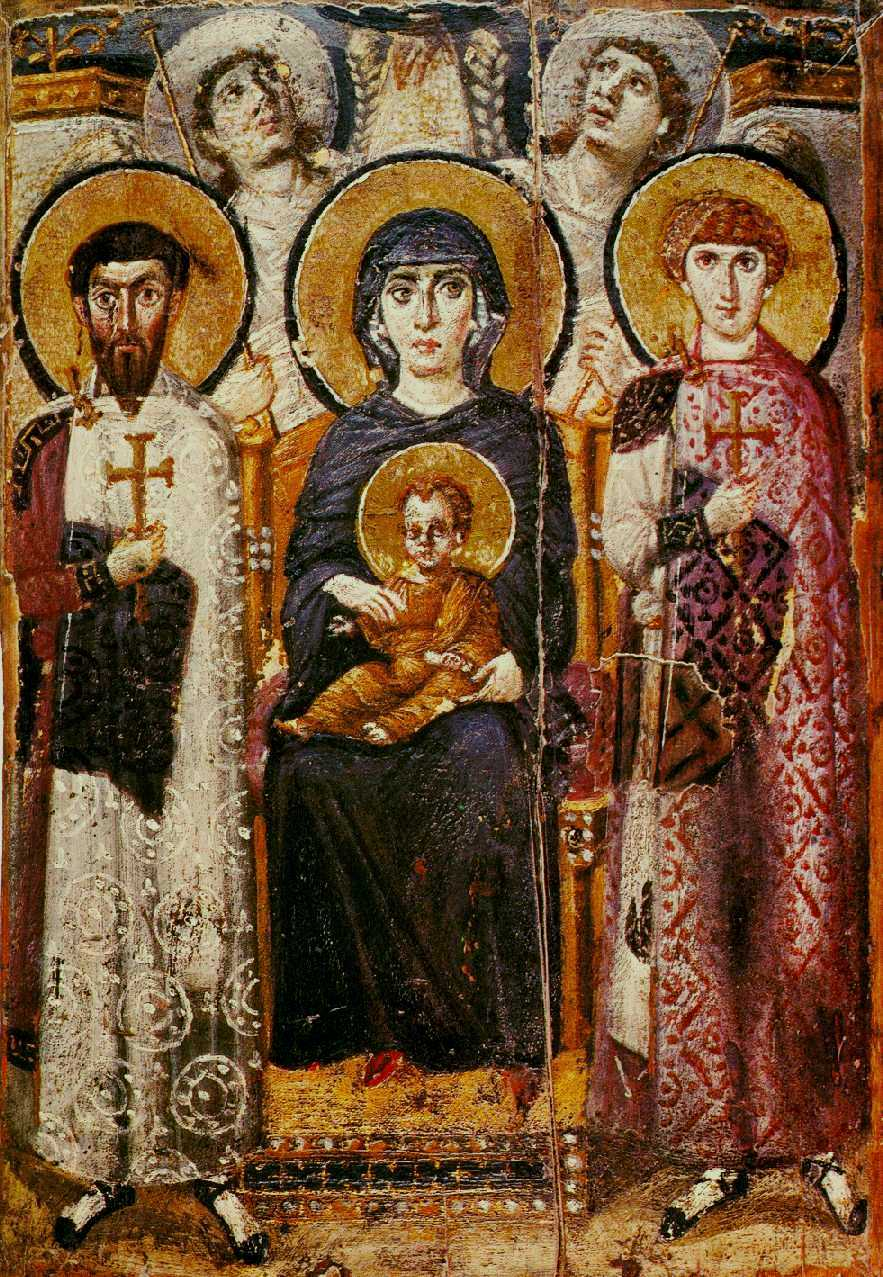
Icona de la Mare de Déu i el Nen entronitzats amb sants i àngels, segle VI
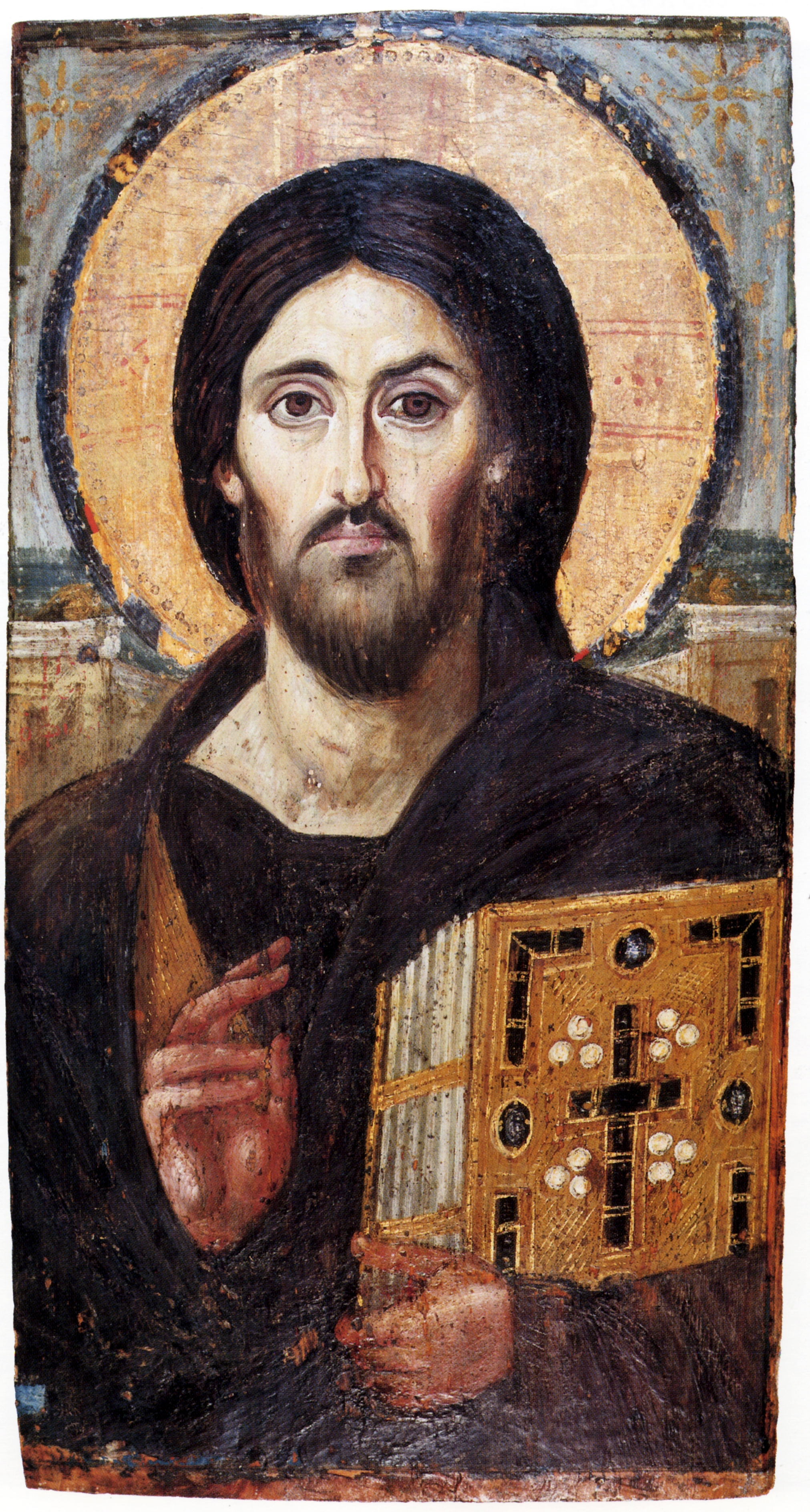
La icona més antiga coneguda de Crist Pantocràtor, encàustica sobre taula
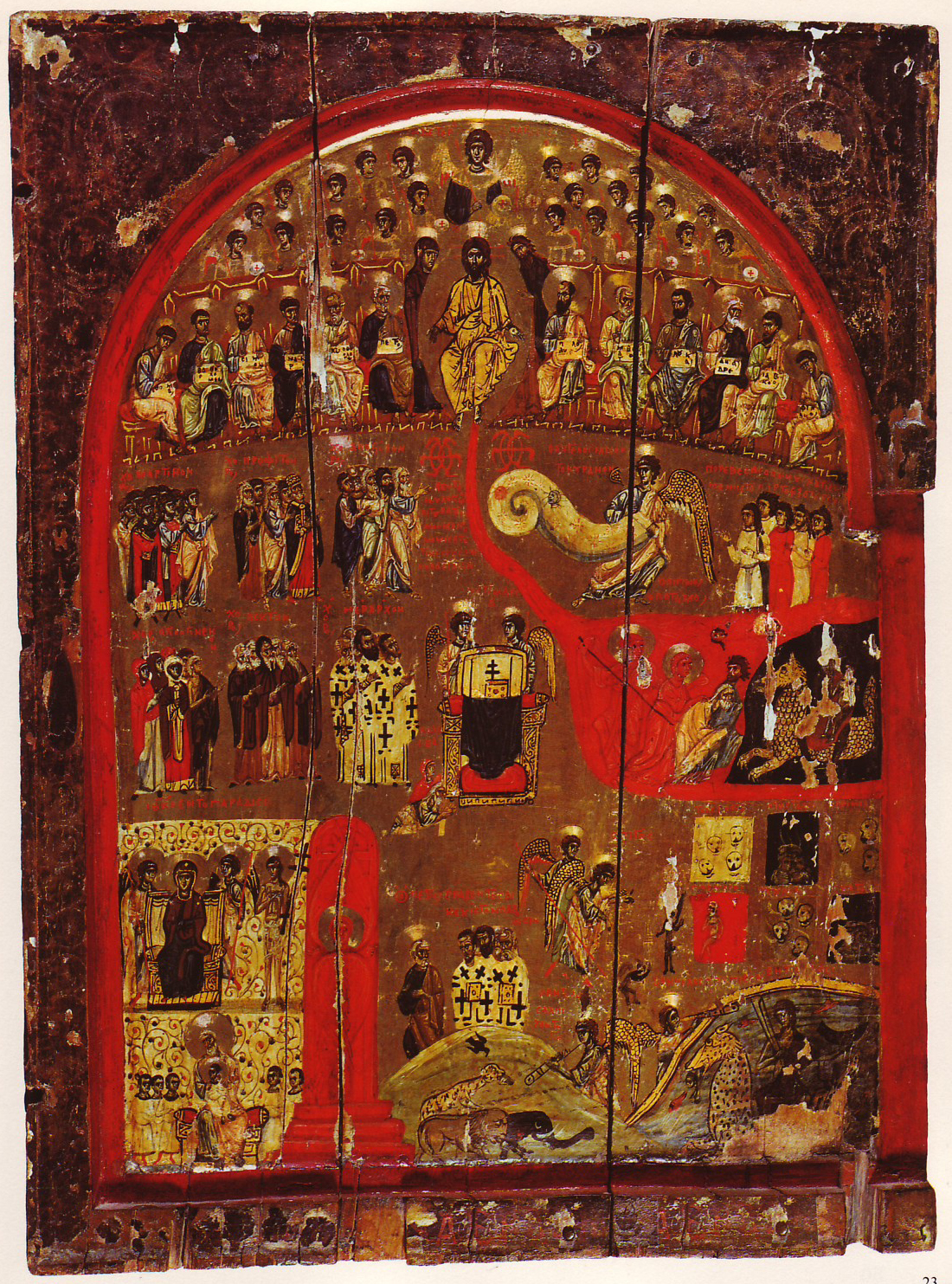
El Judici Final, segles XI-XII, de John Tokhabi
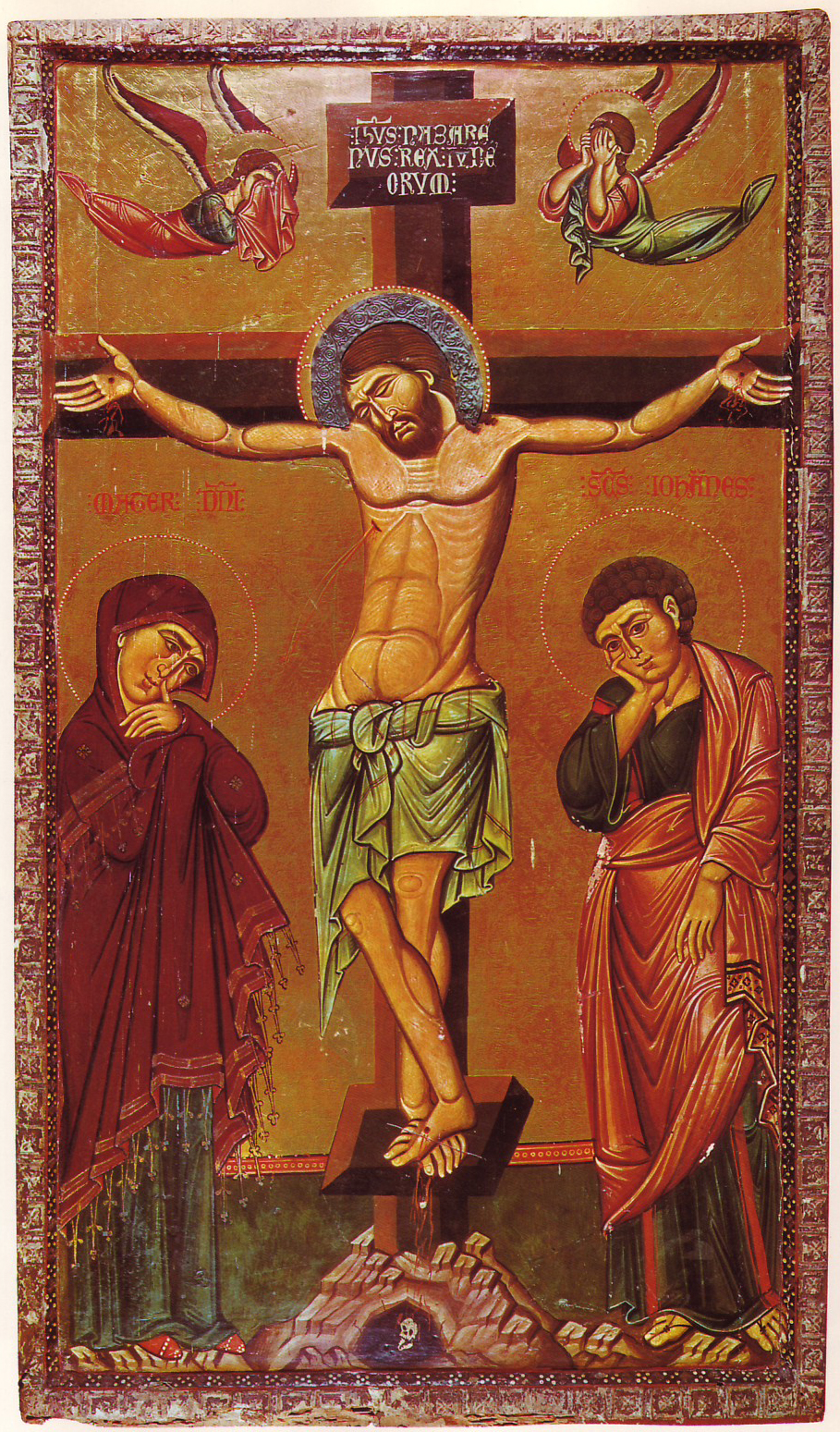
Crucifixió, segle XIII
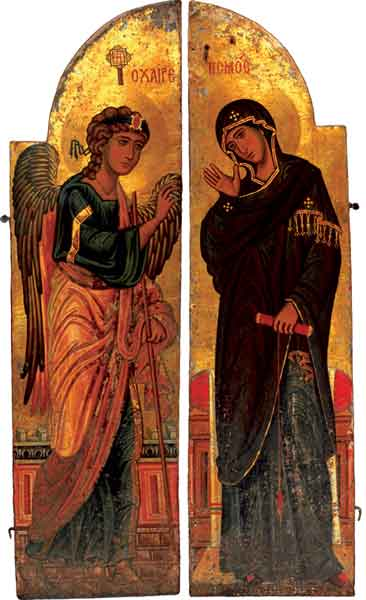
Portes santes
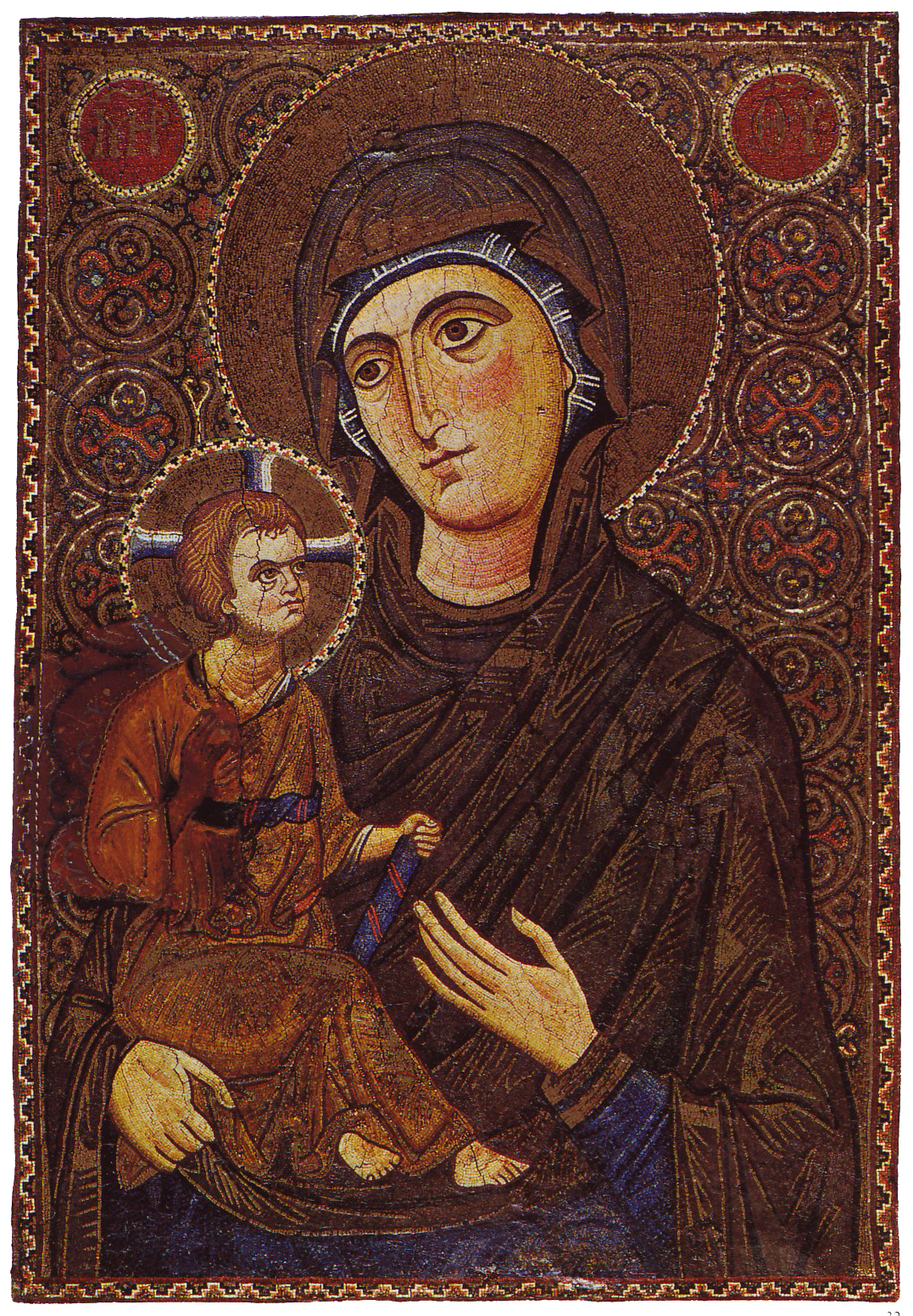
Mare de Déu amb el Nen, segle XIII
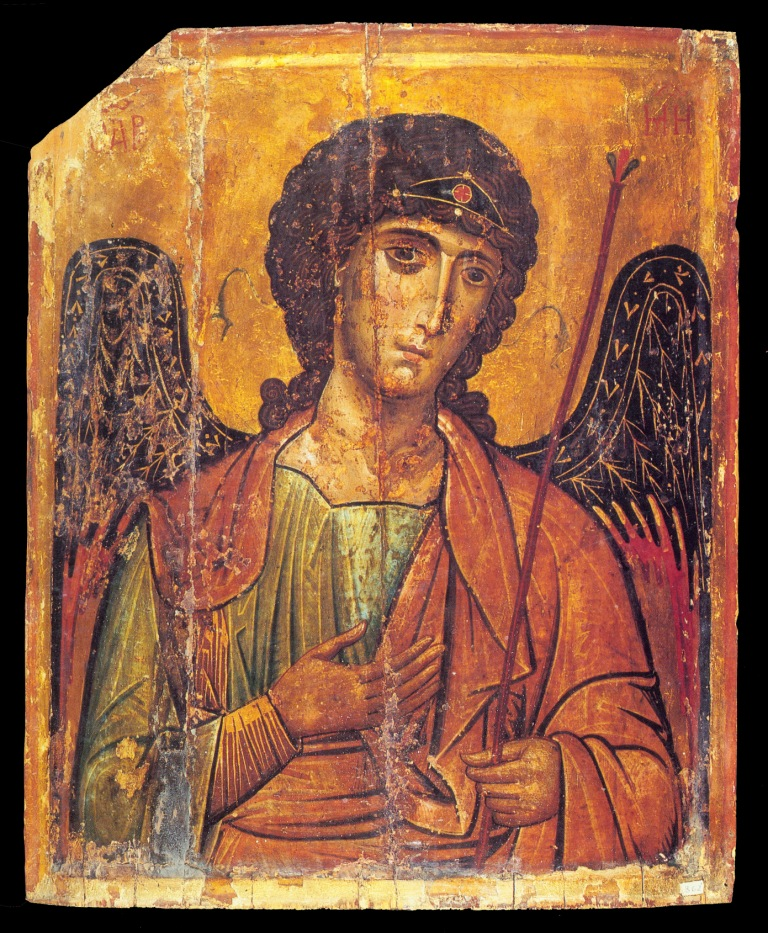
Icona romana d'Orient de Sant Miquel Arcàngel del segle XIII
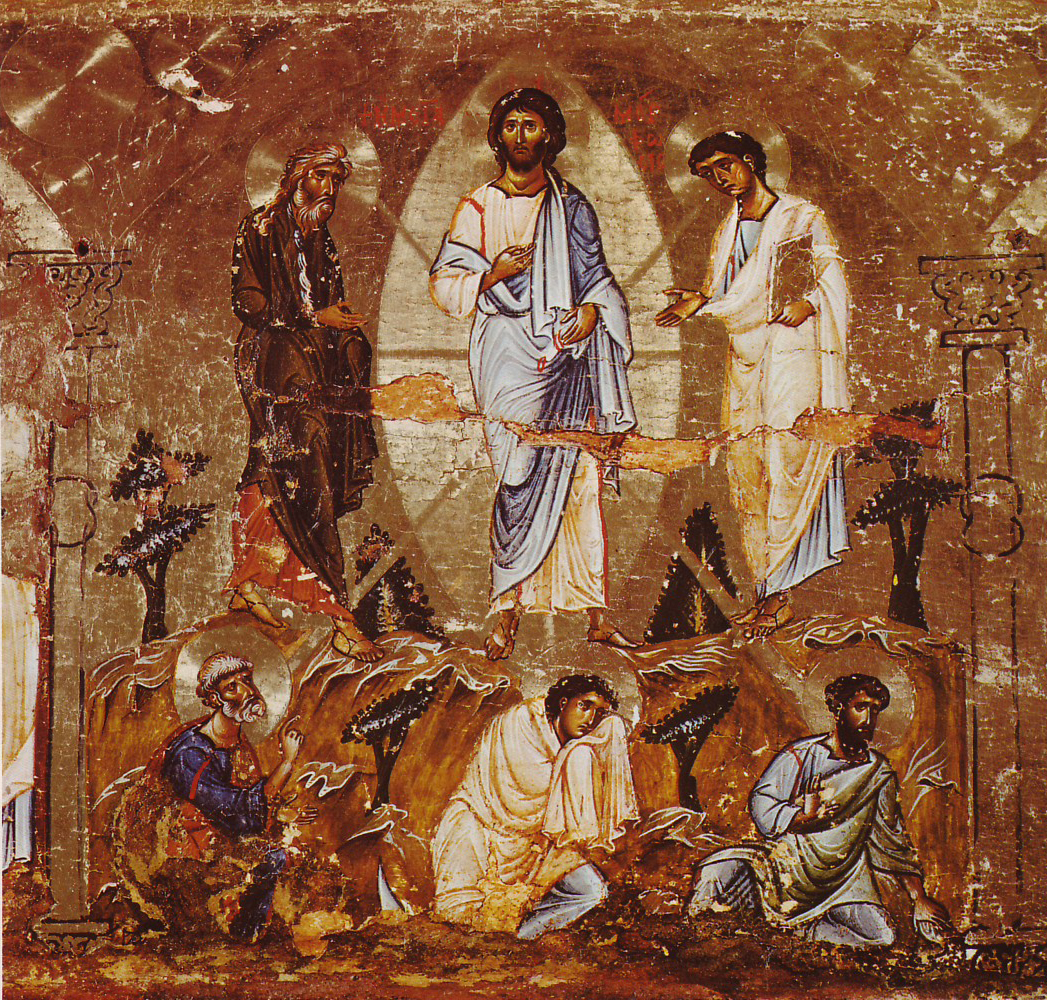
Transfiguració, segle XII
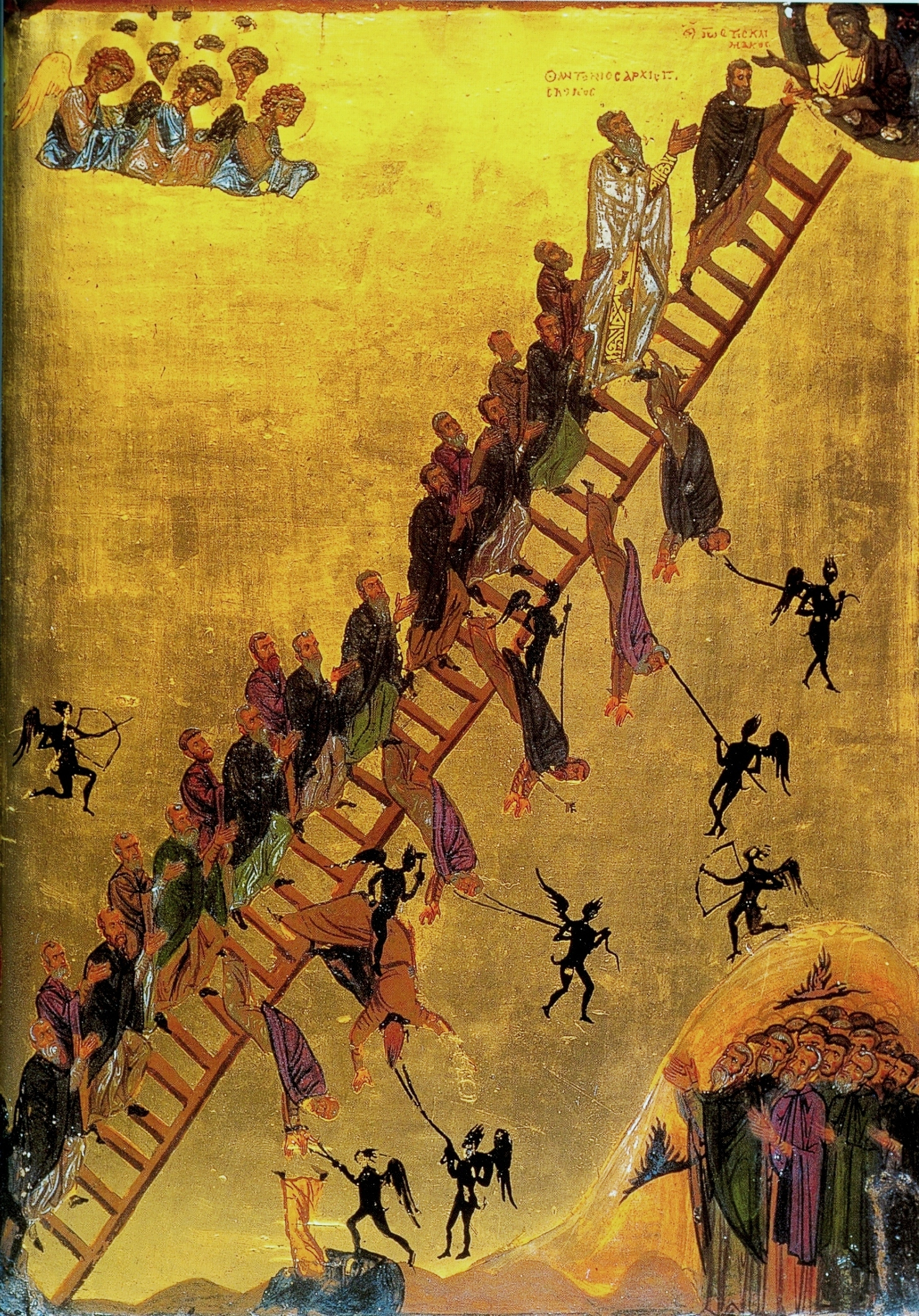
Escala de l'Ascensió Divina
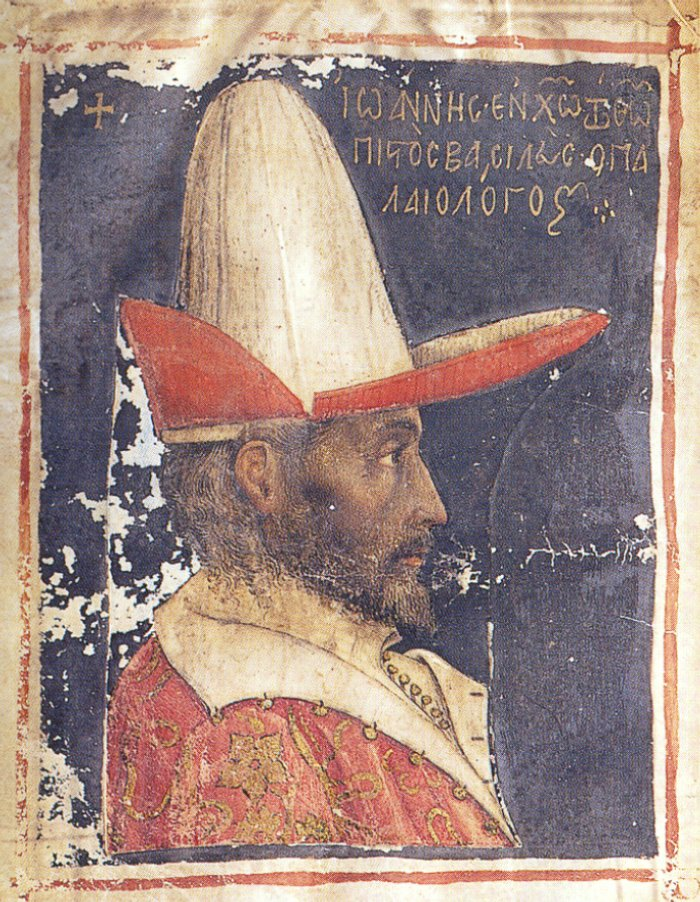
Emperador Joan VIII Paleòleg
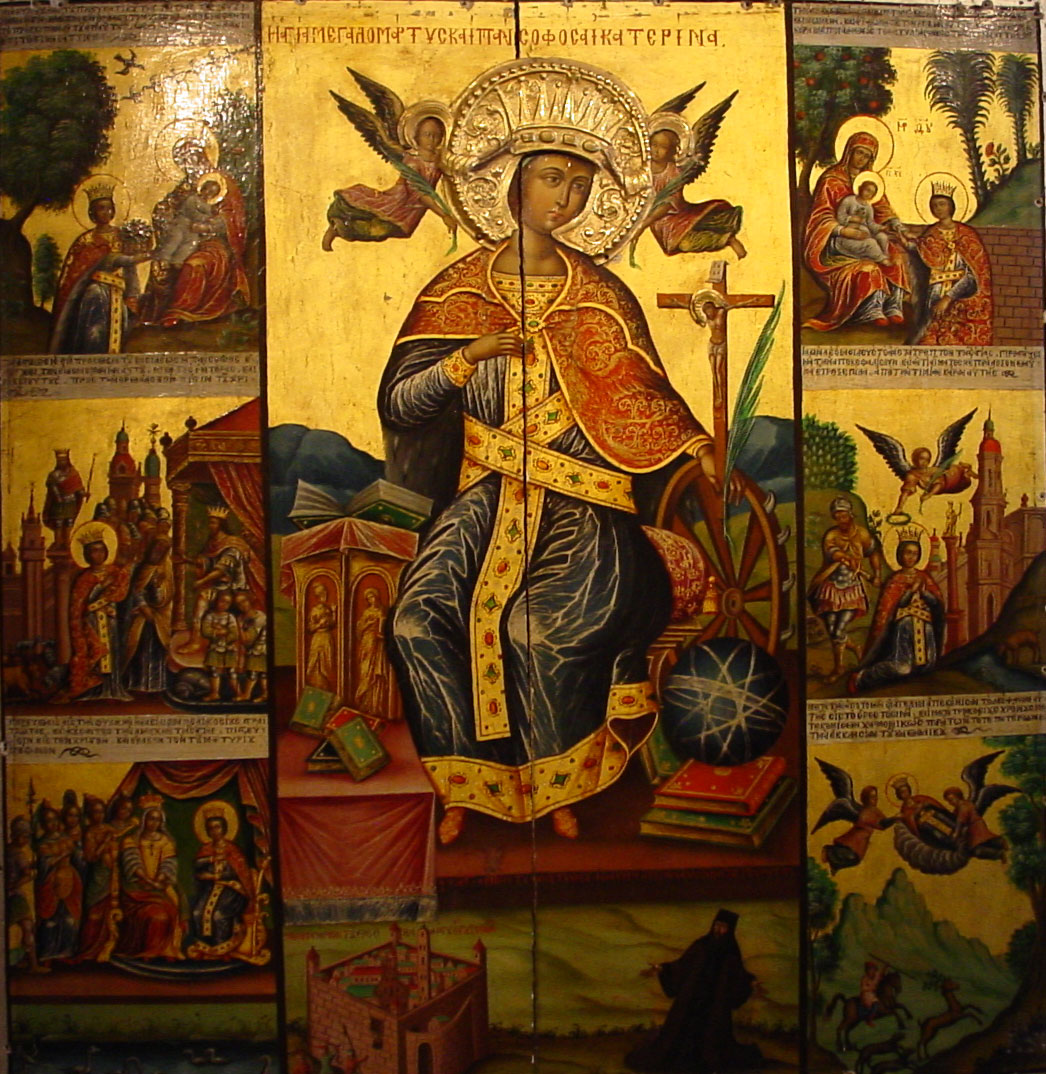
Icona de Santa Caterina d'Alexandria
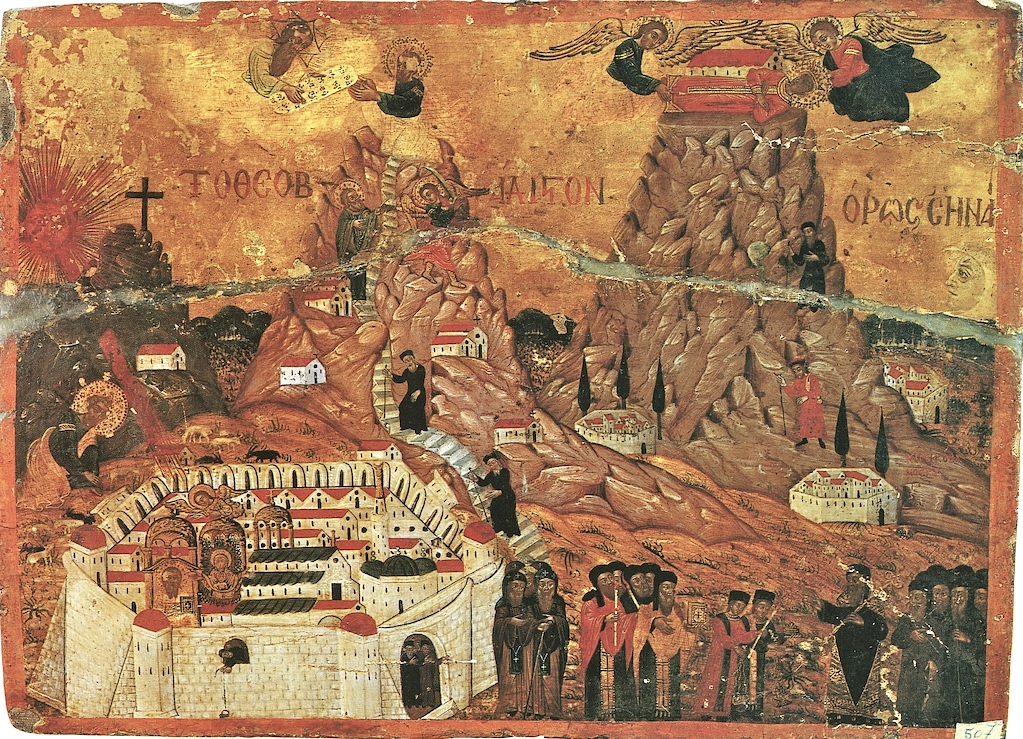
El monestir, segle xviii
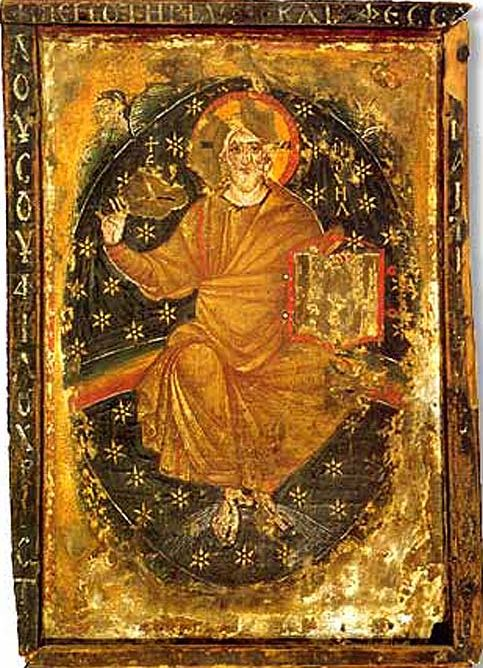
Crist com a Ancià dels Dies, segle VII
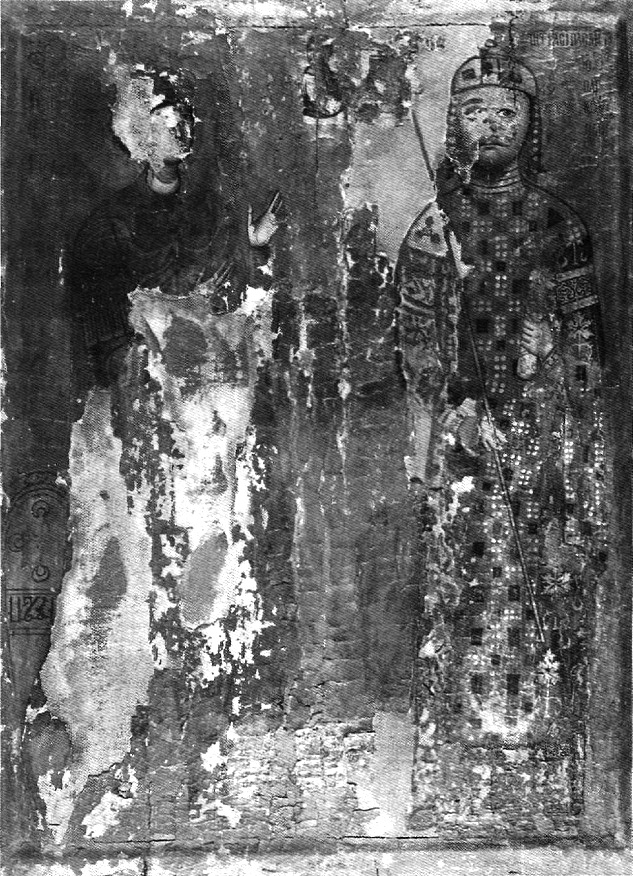
Icona del segle XII de Sant Jordi i David IV de Geòrgia
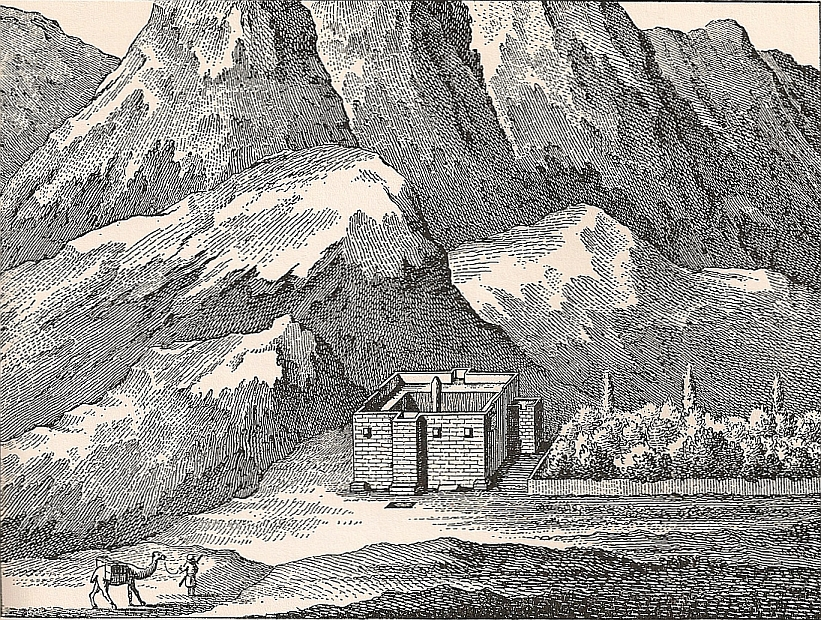
Carsten Niebuhr (1762)
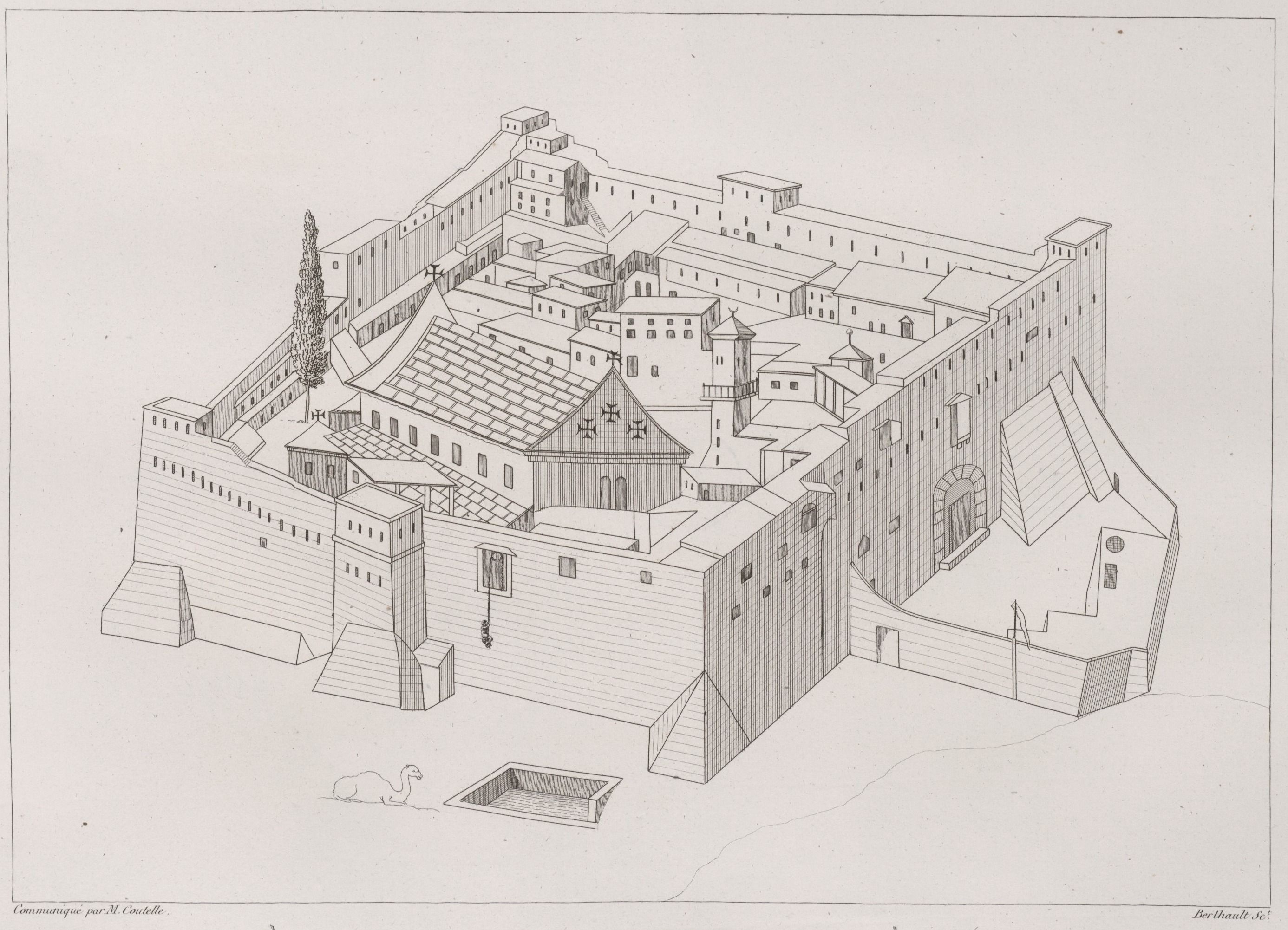
Description de l'Égypte (1809)
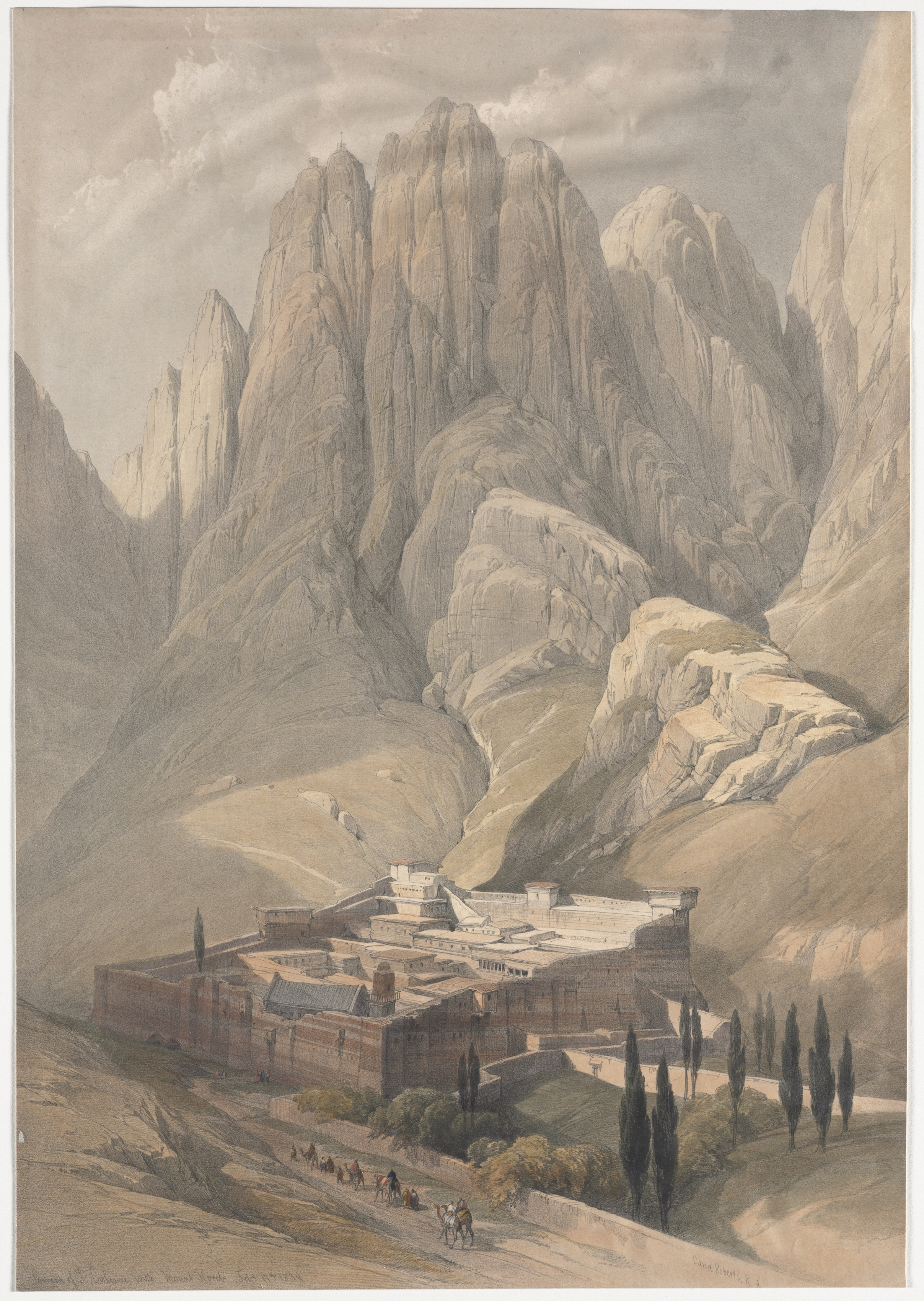
David Roberts (1839), publicat a Terra Santa, Síria, Idumea, Aràbia, Egipte i Núbia
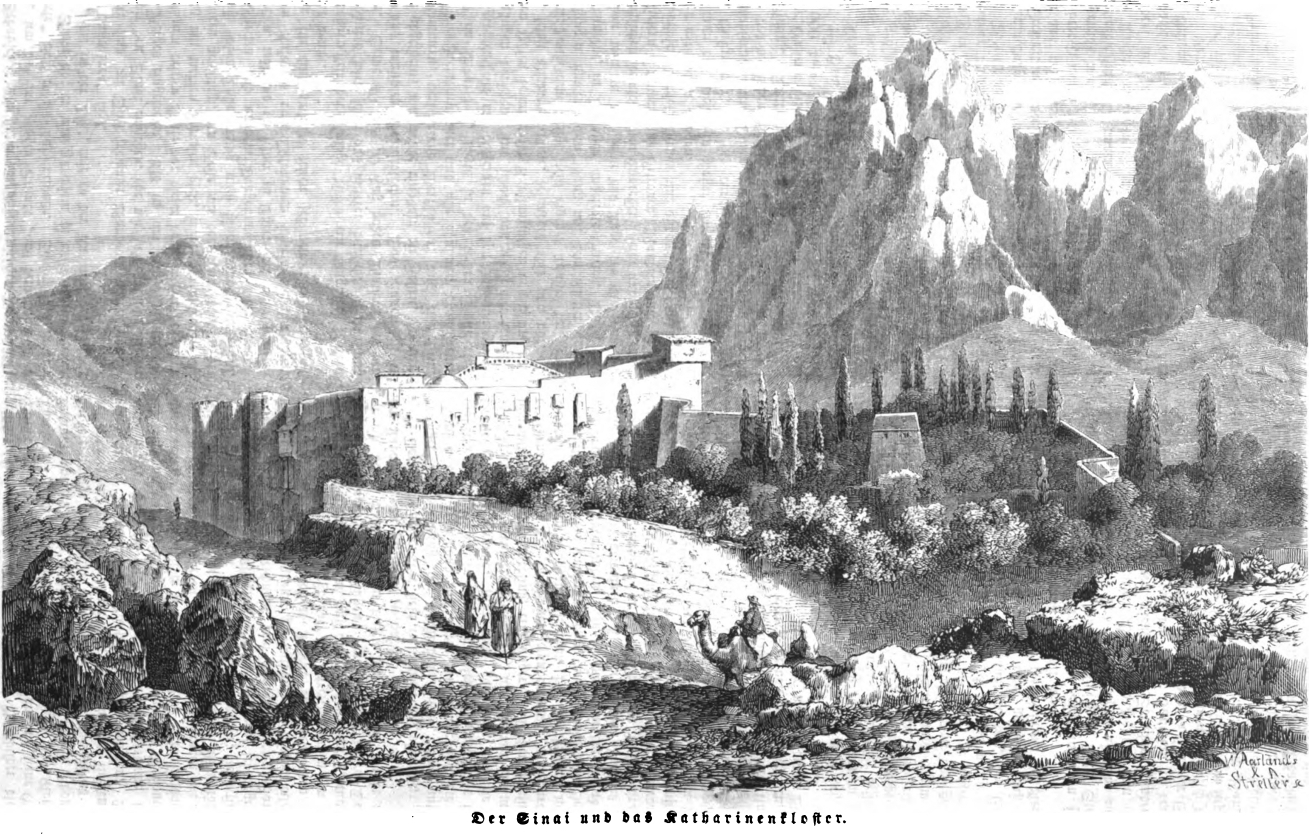
Ernst Keil (1861)
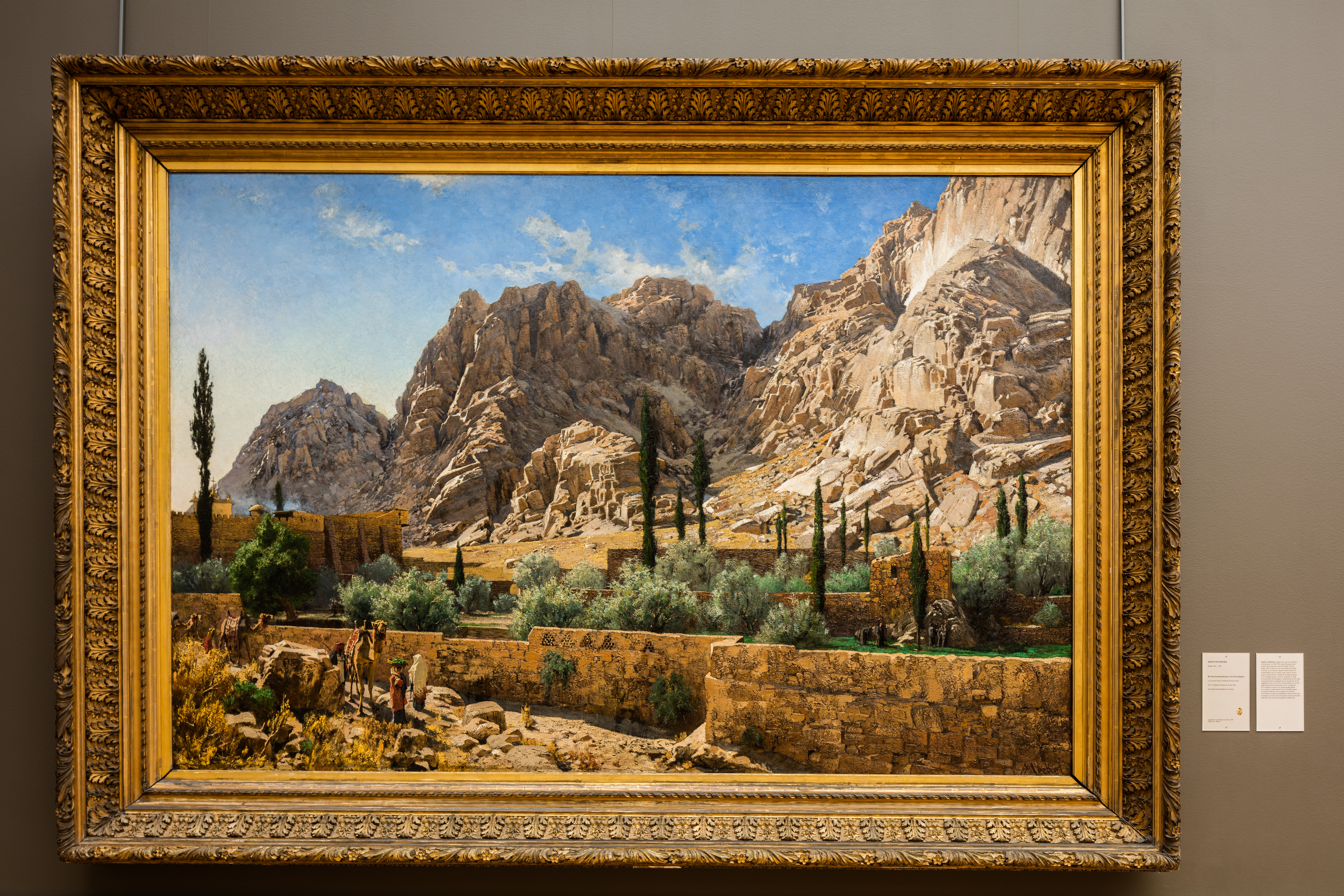
Adolf Meckel von Hemsbach (1892)